# Marginalränta
Riksbankens marginalränta var styrränta i Sverige från december 1985 fram till och med maj 1994, och ersattes därefter av Riksbankens reporänta. Förändringen berodde på finanskrisen i Sverige 1990–1994.